# Fairey Seal
Фейрі Сіл (англ. Fairey Seal) — британський палубний одномоторний розвідувальний літак, що перебував на озброєнні Повітряних сил ВМФ Британії у 1930-1940-ві роки. Літак був розроблений компанією Fairey Aviation Company на основі легкого бомбардувальника «Фейрі» IIIF Mk IIIB — як і «Гордон» — і випущений у кількості 91 серійної одиниці. Спочатку літак позначався як Fairey IIIF Mk VI. На відміну від «Гордона» його екіпаж складався з трьох осіб і на літаку було спеціальне устаткування для ведення операцій у морі. Для свого часу «Сіл» був визнаний надзвичайно успішною моделлю, надійною, універсальною та дешевою, оскільки виграв від спільної концепції та наявності запасних частин, які також використовувалися на Fairey IIIF, Gordon та інших літаках компанії.

## Історія
З 1918 року Fairey III був невід'ємною частиною бойового складу літаків британських Королівських ПС і служив з 1927 року у версії IIIF у кількох ескадрильях на Близькому Сході, в ескадрильях легких бомбардувальників удома та кількох підрозділах палубної авіації у ВМС. Зокрема, щоб покращити злітні характеристики при повному завантаженні, фірма Fairey запропонувала версію з двигуном Panther від Armstrong Siddeley замість двигуна Napier Lion з водяним охолодженням, який пішов у серійне виробництво як «Гордон».
Керівництво військово-морською авіацією флоту виявило однакові побажання до свого літака, і компанія Fairey переобладнала IIIF Mk.IIIB S 1325 у прототип IIIF Mk.VI відповідно до замовлення 12/29 з 525-сильним двигуном Armstrong-Siddeley-Panther IIA, який тоді отримав назву Seal. З точки зору зовнішніх розмірів «Сіл» був в основному ідентичним «Гордону», який надходив на озброєння наземних ескадрилей. Перше серійне замовлення під специфікацією 17/32 тоді лише отримало трохи більш округлі задні поверхні та заднє колесо замість шпори, яка використовувалася раніше.
Прототип «Фейрі Сіл» використовував Fairey IIIF Mk IIIB як базовий екземпляр, але зазнав значних змін, не в останню чергу стосовно двигуна і хвостового оперення, а також багато інших деталей. Фактично спочатку прототип мав назву Fairey IIIF Mk VI. Fairey щойно зробив клон «Гордон», але з екіпажем із трьох осіб і всім необхідним обладнанням для морських операцій, у тому числі для польотів з авіаносців. Подібно до Fairey III, опорним пунктом був підчеревний кесон, який приймав або поплавкову, або колісну посадкову частину.
Цей наземний варіант також мав добре підвішене хвостове колесо, а основні колеса мали посилені пружини та гальма. Був також хвостовий гак, система катапультування з плаваючими мішками для того, щоб літак залишався на воді під час екстреної посадки, і система кріплення для підйому гідролітака з моря. Таким чином, «Сіл» також катапультувався з більшості військових кораблів того часу, але також могли діяти з палуби авіаносців, однак відсутність складаних крил була проблемою. Її вдалося вирішити Фейрі лише на «Сордфіші».
11 вересня 1930 року перший прототип літака з номером S1325 вперше здійснив політ. Пізніше він був переобладнаний і 29 вересня 1932 року за допомогою поплавців злетів з морської поверхні. На початку 1932 року Адміралтейство підписало контракт на першу партію з 11 серійних моделей. Вони були модернізовані пізніше до стандарту Gordon Mk.II, який надійшов раніше. Перший серійний Mark I здійснив політ у листопаді 1932 року, а перша партія прибула в грудні 1932 року до 444-ї флотської розвідувальної ескадрильї, що базувалася на кораблях 2-ї бойової ескадри.
Приблизно на середині виробництва інженери Fairey розробили компоновку під потужніший двигун Armstrong Siddeley Panther III. Щоб задовольнити експортні вимоги, вони також оснастили деякі зразки двигунами Panther IV (Аргентина та Перу), Bristol Pegasus IIIM3 (для Латвії) та Napier Lion IX (для Чилі). Загалом було виготовлено «тільки» 90 Fairey Seal, усі як Mark I. Поставки закінчилися в березні 1935 року, і незабаром «Сіл» перебували на активній службі у восьми ескадрильях повітряних сил Королівського флоту.
Розвідувальні літаки базувалися на борту авіаносців «Гермес», «Корейджес», «Ігл», «Ф'юріос» і «Глоріос», тобто на всіх діючих кораблях Великого флоту. «Сіли» почали замінювати на «Сордфіші» Mark I і почали виводити з озброєння до 1938 року, але все ще використовували для навчання пілотів до 1943 року, зокрема в Індії та ескадрильєю фоторозвідки. Свого часу Seal був визнаний надзвичайно успішною моделлю, надійною, універсальною та дешевою, оскільки виграв від спільної концепції та наявності запасних частин, які також використовувалися на Fairey IIIF, Gordon та інших літаках компанії. Його експортний успіх був цілком заслуженим, і всі користувачі активно використовували його під час Другої світової війни.

## Країни-експлуатанти
- Велика Британія
  -  Повітряні сили флоту Великої Британії
  -  Королівські ПС Великої Британії
- Аргентина
  -  Авіація ВМС Аргентини
- Латвія
  -  Повітряні сили Латвії
  -  Військово-морські сили Латвії
- Перу
  -  Повітряні сили Перу
  -  Морська авіація Перу
- Чилі
  -  Повітряні сили Чилі
  -  Військово-морські сили Чилі

## Однотипні літаки за епохою, призначенням та конфігурацією
- Blackburn Baffin
- Fairey Swordfish
- Vickers Vildebeest
- Fokker C.V
- Heinkel He 45
- IAR 37
- Boeing F2B
- Curtiss F8C-1 Falcon
- Curtiss SOC Seagull
- Levasseur PL.4
- Levasseur PL.10
- Aero A.100
- Mitsubishi 2MR
- Yokosuka E5Y